# 모니카 세르베라
모니카 세르베라(Mónica Cervera, 1975년 6월 6일 ~ )는 스페인의 배우이다.

## 출연 작품
- 20 센티미터 (2005)
- 퍼펙트 크라임 (2004)
- 피에드라스 (2002)